# Samir Arabi
Samir Arabi (* 2. Februar 1979 in Aachen) ist ein deutscher Fußball-Funktionär. Er war von April 2011 bis März 2023 Geschäftsführer Sport der DSC Arminia Bielefeld GmbH & Co. KGaA.

## Werdegang
Arabi, Sohn eines Syrers und einer Deutschen, begann seine Karriere bei Alemannia Aachen. Nachdem er zunächst als Spieler in der Aachener Jugend gespielt hatte, wurde er im Jahr 2002 Jugendtrainer bei der Alemannia. Ab dem Jahr 2006 war Arabi in Aachen als Scout tätig und stieg schließlich im Jahr 2008 zum Chefscout der Alemannia auf. In dieser Funktion entdeckte er Talente wie Zoltán Stieber oder Tobias Feisthammel.
Am 25. März 2011 gab der abstiegsbedrohte Zweitligist Arminia Bielefeld seine Verpflichtung als sportlichen Leiter bekannt. Am 14. Februar 2013 unterzeichnete Samir Arabi einen unbefristeten Vertrag als sportlicher Leiter bei der zwischenzeitlich in die 3. Liga abgestiegenen Arminia. Sportlich führte er den Verein mit Stefan Krämer als Trainer zum Wiederaufstieg 2013.
In der Folgesaison 2013/14 stieg Arminia unter Arabi und den Trainern Stefan Krämer und danach Norbert Meier wieder in die 3. Liga ab. In der Saison 2014/15 gelang der Arminia unter der Leitung von Samir Arabi und Norbert Meier der sofortige Wiederaufstieg in die 2. Bundesliga und die Meisterschaft in der 3. Liga. Außerdem erreichte das von Norbert Meier und Samir Arabi zusammengestellte Team das Halbfinale des DFB-Pokals. Im September 2016 wurde Arabi zum Geschäftsführer Sport der DSC Arminia Bielefeld GmbH & Co. KGaA ernannt. In der Saison 2019/20 stieg Arminia Bielefeld unter der Leitung von Samir Arabi und Uwe Neuhaus als Meister der 2. Liga zurück in die erste Fußball-Bundesliga auf und beendete die bis dato elfjährige Abstinenz. In der darauffolgenden Bundesligasaison 2020/21 erreichte Arabi mit Arminia Bielefeld den Klassenerhalt.